# Johannes Megapolensis
Johannes Megapolensis (circa 1603 – Nieuw-Amsterdam (Nieuw-Nederland), circa 1670) was een Nederlands predikant en zendeling in het Nederlandse patroonschap Rensselaerswijck, in Nieuw-Nederland, de Nederlandse kolonie in en rond de huidige Amerikaanse staat New York. Megapolensis schreef een brief over zijn ontmoetingen met de Mohawk indianen die in 1644 werd uitgegeven onder de titel Een kort ontwerp van de Mahakvase Indiaenen, haer Landt, Tale, Statuere, Dracht, Godes-Dienst ende Magistrature.

## Levensloop
Megapolensis groeide op in een rooms-katholiek gezin in Noord-Holland. Hij studeerde bij de jezuïeten in Keulen. Zijn gelijknamige oom (vandaar dat diens neef zich ook wel Johannes Megapolensis junior noemde) was predikant in Koedijk en Sint Pancras. Net als zijn oom tot het protestantisme overgegaan, werd hij in 1634 predikant te Wieringerwaard en in 1638 te Schoorl en Bergen.
Op 6 April 1642 sloot hij een contract met Kiliaen van Rensselaer, patroon van Rensselaerswijck, waarbij hij zich voor de tijd van zes jaar verbond, om als predikant te Rensselaerswijck werkzaam te zijn. Met zijn vrouw Machtelt en zijn drie kinderen zou hij de reis naar Noord-Amerika ondernemen. Hij zou te Rensselaerswijck een gemeente stichten en zich ook bezighouden met zending onder de Indianen. Op 4 augustus 1642 bereikte hij het Fort Amsterdam. Te Rensselaerswijck aangekomen trof hij daar de kolonie in een treurige toestand aan, blijkens zijn brieven aan Van Rensselaer. De inwoners waren ‘meestal cael’ en tot dronkenschap zeer genegen. Zijn eerste godsdienstoefening hield hij daar op 17 augustus 1642 in het ‘packhuys’, in tegenwoordigheid van ongeveer 100 personen. Megapolensis had in 1644 een eigen woning ‘in 't grenenbosch’ bij Rensselaerswijck.
Behalve voor het preken en het bezoeken van gemeenteleden vond hij ook nog tijd voor correspondentie met zijn vrienden in Nederland. Eén van zijn brieven werd buiten zijn medeweten en tegen zijn bedoeling in druk uitgegeven. Deze brief ging over de lokale bevolking en werd in 1644 uitgegeven onder de titel Een kort ontwerp van de Mahakvase Indiaenen, haer Landt, Tale, Statuere, Dracht, Godes-Dienst ende Magistrature, aldus beschreven ende nu kortelijck den 26 Augusti 1644 opgesonden uyt Nieuwe Nederlant door Johannem Megapolensem juniorem, predikant aldaer. Deze brief biedt een belangwekkende inkijk in de zeden en gewoonten van de oorspronkelijke lokale Mohawk bevolking. Hij beschrijft hierin onder andere het land en het klimaat in Rensselaarswijck, maar vooral ook de indianen: de moeilijkheden in het aanleren van de taal, hun lichaamsbouw, hun pragmatische huwelijksmoraal, hun wrede omgang met vijanden, hun godsdienst en hun dagelijks leven. De omgang van Megapolensis met de Mohawks is vriendschappelijk. "Als ik ga preken, staan ze er soms wel met tien of twaalf man naar te kijken, elk met een lange, zelfgemaakte tabakspijp in de mond." "Hoewel ze dus heel wreed zijn tegen hun vijanden, zijn ze tegen ons altijd heel vriendelijk. We zijn ook niet bang voor ze. We gaan met ze in het bos of komen ze soms wel een uur of twee bij onze huizen vandaan tegen (...). Ze slapen ook wel bij ons in de kamer voor onze bedden. Ik heb er wel acht tegelijk gehad die voor mijn bed op de grond lagen te slapen."
Uiteindelijk beviel het hem te Rensselaerswijck op den duur maar matig. De ruwheid van zeden en de moeilijkheid om zijn traktement behoorlijk binnen te krijgen, deden hem in 1648 zijn ontslag bij de classis van Amsterdam aanvragen. Maar bij gebrek aan een opvolger werd veel in het werk gesteld om hem in Nieuw-Amsterdam te houden, uiteindelijk met succes. Op 24 januari 1670 berichtte de kerkeraad van New York aan de classis van Amsterdam dat Megapolensis kort te voren was overleden.